# Vena Sera
Vena Sera es el cuarto álbum de estudio de Chevelle y fue puesto a la venta el 3 de abril de 2007 a través de Epic Records. Muchas de las pistas de este álbum se basan en el material inédito de canciones que la banda había grabado anteriormente.
Vena Sera es el primer álbum de Chevelle con el bajista Dean Bernardini, el cuñado de sus amigos Pete y Sam Loeffler.
El primer sencillo, Well Enough Alone, fue lanzado a las emisoras de radio el 13 de febrero. El 13 de marzo de 2007, el álbum se filtró en la red por medio de páginas de descargas P2P.
El álbum debutó en el número doce en los Estados Unidos, con ventas alrededor de 62 000 copias. Este fue inferior a su último álbum, This Type of Thinking (Could Do Us In), que debutó en la octava posición con alrededor de 90 000 copias vendidas.

## Lista de canciones
1. "Antisaint" – 4:21
2. "Brainiac" – 3:21
3. "Saferwaters" 4:11
4. "Well Enough Alone" – 4:18
5. "Straight Jacket Fashion" – 4:02
6. "The Fad" – 3:37
7. "Humanoid" – 3:59
8. "Paint the Seconds" – 3:58
9. "Midnight to Midnight" – 4:24
10. "I Get It" – 3:55
11. "Saturdays" – 4:06
12. "Delivery" - 3:03
13. "Sleep Walking Elite" - 3:40
14. "In Debt To The Earth" - 4:11

## Miembros
- Pete Loeffler - Voz y guitarra
- Dean Bernardini - Bajo
- Sam Loeffler - Batería